# عملیات داردانل
عملیات داردانل (Dardanelles Operation 1807) تلاش ناموفق نیروی دریایی سلطنتی بریتانیا برای تحمیل خواسته‌های انگلیس به امپراتوری عثمانی به عنوان بخشی از جنگ انگلستان و عثمانی (۱۸۰۹-۱۸۰۷) بود.
در سال ۱۸۰۶، سباستيانی فرستاده فرانسوی‌ها با پیغامی برای ورود مجدد ترک‌ها به جنگهای ناپلئونی به قسطنطنيه اعزام شد و سلطان سلیم سوم مقدمات جنگ با روسیه را آغاز كرد. امپراتور روسیه، الكساندر اول، از این تحولات نگران شد زیرا او پیش از این نیز یک نیروی قابل توجه را به لهستان و پروس شرقی برای جنگ با نیروهای پیشروی فرانسوی در زمان امپراتور ناپلئون اول اعزام كرده بود. الکساندر برای دفاع در برابر حمله ترکها از انگلیس درخواست كمک كرد.
ارتش انگلیس برای تحمیل اراده ائتلاف به امپراتوری عثمانی، بسیار كوچک و ناكافی بود، بنابراین طبیعتاً برای پاسخگویی به درخواستهای روسیه به نیروی دریایی سلطنتی برتانیا درخواست کمک داد. کشتی‌های جنگی بلافاصله برای انجام این عملیات تحت فرماندهی دریاسالار کالینگ‌وود، فرمانده کل ناوگان مدیترانه‌ای انگلیس، به سمت دردانل حرکت کردند و مقدمات حمله بعدی را فراهم شد.
همزمان با این حرکت، سفیر انگلیس در قسطنطنیه (پایتخت عثمانی)، خواستار اخراج فرستاده فرانسه از دولت عثمانی شد و افزود اگر عثمانی‌ها در برابر اولتیماتوم بریتانیا مقاومت کنند، ناوگان مدیترانه به عثمانی حمله خواهد کرد.
نیروی واقعی که توسط کالینگ وود برای انجام عملیات انتخاب شده بود اندک بود - فقط هشت کشتی خط و چهار ناوچه. علاوه بر این، چهار کشتی خط روسی تحت فرماندهی دریاسالار دیمیتری سنیاوین برای حمایت از انگلیسی ها اعزام شدن ، اما پس از خروج از دردانل به داكورث ملحق نشدند. دریاسالار داکورث، که فرماندهی انگلیس را بر عهده داشت، تحت بمباران از سوی قسطنطنیه و تصرف ناوگان جنگی ترکها قرار گرفت.